# Boghiș (okręg Sălaj)
Boghiș (węg. Szilágybagos) – wieś w Rumunii, w okręgu Sălaj, w gminie Boghiș. W 2011 roku liczyła 1578 mieszkańców.